# (29936) 1999 JD49
1999 جاي دي 49 (ويعرف أيضًا باسم (29936) 1999 جاي دي 49 وفق تسمية الكوكب الصغير) (بالإنجليزية: 1999 JD49)‏ هو كويكب ضمن حزام الكويكبات؛ وترتيبه 29936 من حيث الاكتشاف.
اكتُشف هذا الجُرم الفلكي بواسطة بحث لنكولن عن الكويكبات القريبة من الأرض في 10 مايو 1999.

## وصلات خارجية
- (29936) 1999 JD49 في قاعدة بيانات مختبر الدفع النفاث لأجرام النظام الشمسي الصغيرة

- الاكتشاف · مخطط المدار ·  العناصر المدارية · المعلمات المادية

- (29936) 1999 JD49 على موقع ويكي سكاي: DSS2, SDSS, GALEX, IRAS, Hydrogen α, X-Ray, Astrophoto, Sky Map, Articles and images